# Calliteara sachalenensis
Calliteara sachalenensis är en fjärilsart som beskrevs av Matsumura 1931. Calliteara sachalenensis ingår i släktet harfotsspinnare, och familjen tofsspinnare. Inga underarter finns listade i Catalogue of Life.